# ویموث، دورست

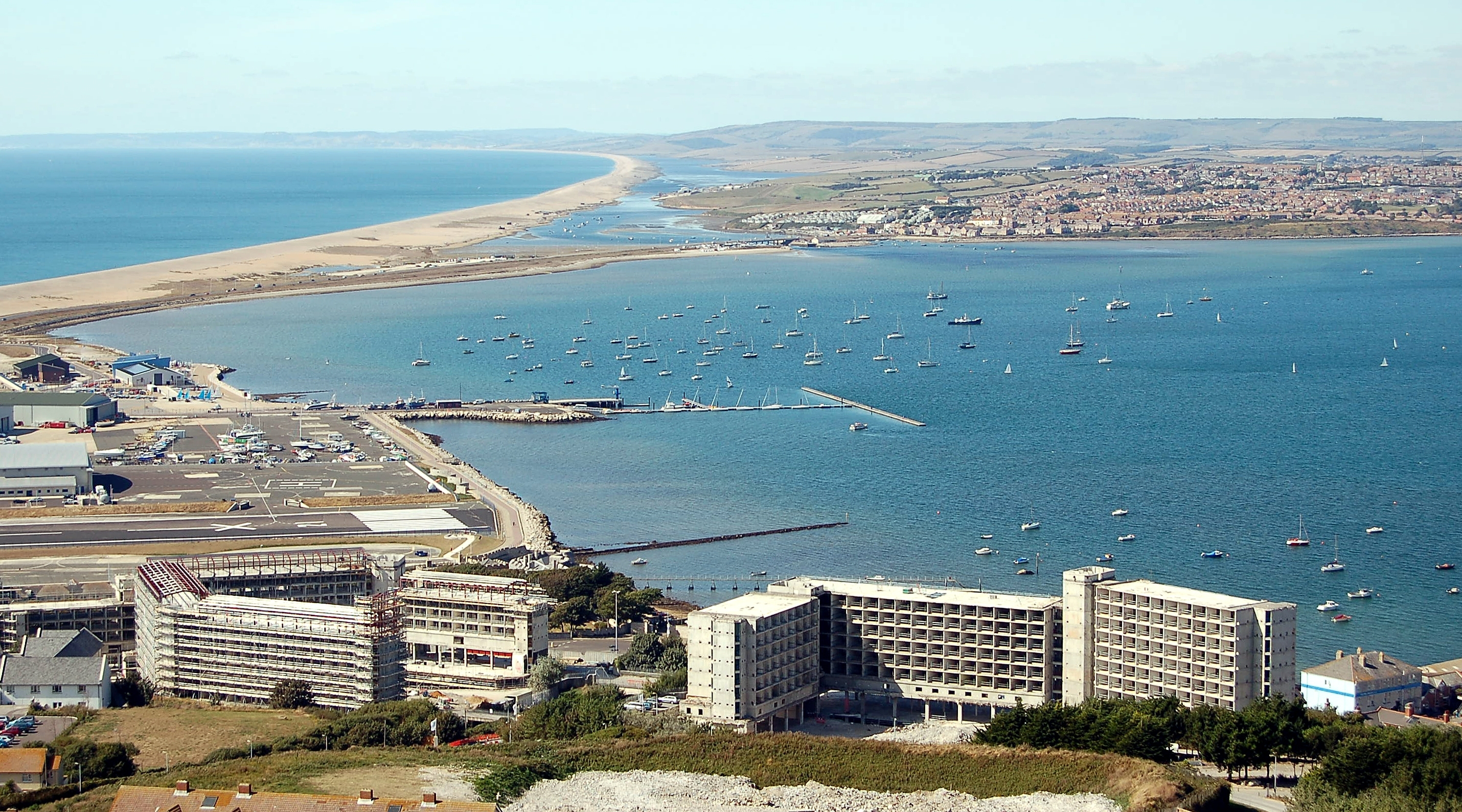
نمایی از «ویموث، دورست»

ویموث، دورست (به انگلیسی: Weymouth) شهری در منطقهٔ منچستر - لیورپول کشور انگلستان است که این کشور خود بخشی از بریتانیا محسوب می‌شود. این شهر در سال ۱۹۹۱ میلادی ۴۶٫۰۶۵ نفر جمعیت داشته و در سرشماری سال ۲۰۰۱ جمعیت آن به ۴۸٫۲۷۹ نفر رسیده‌است. میزان رشد سالانهٔ جمعیت ویموث، دورست ‎۰٫۴۴ درصد می‌باشد و جمعیت این شهر در سال ۲۰۱۲ به ۵۰٫۶۴۸ نفر تغییر یافت.